# レルム
英語のレルム（realm、発音: [ˈrɛlm]）は、君主の支配する共同体または領土を指し、特に王国その他の君主制国家を指す。

## 概要
古フランス語の「reaume」（現代フランス語の royaume（ロワイヨーム；王国）が英語に取り入れられ、17世紀初めに現在の綴りへと変化した。この単語は、古代ラテン語のregalis（レーガーリス；rex（レークス；王）に帰属する）を語源とする中世ラテン語のregalimen（レーガーリメン）におそらく由来するとされる。また、ドイツ語のライヒ (Reich) の訳語として用いられることもある。
英語において、「realm」が特に用いられるのは、「Kingdom」（王国） を名称に含む国家（例：連合王国）について、この単語を文中で見苦しく繰り返すことを避ける場合である（例："The Queen's realm, the United Kingdom...": 女王のrealm、連合王国は...）。また、king（王）ともqueen（女王）とも呼ばれない君主の国を指すこともできる。例えばルクセンブルク大公国は「realm」であるが、「kingdom」ではない。君主の称号がKing（王）ではなくGrand Duke（大公）だからである。
「realm」はまた、一君主の下にあるが当該君主の王国 (kingdom) の物理的一部分ではない諸領土を指すこともよくある（例：Realm of Sweden。また、ホルシュタイン公国は、第二次シュレースヴィヒ＝ホルシュタイン戦争まではハンブルク国境まで拡大したデンマーク国王のrealmの重要な一部であったが、デンマーク王国 (Kingdom of Denmark) の一部ではない。）。同様に、クック諸島、ニウエ、トケラウは、「Realm of New Zealand」の一部とされるが、ニュージーランド本土 (proper) の一部ではない。同じく、フェロー諸島およびグリーンランドは「the Danish Realm」の一部である。
「realm」は、時として「Commonwealth realm」（英連邦王国）を指すこともある。英連邦王国は、それぞれが固有の王国として共通の君主を戴くものであり、相互に独立の関係にある。